# Templo V (Tikal)
El Templo V, es el nombre dado por los arqueólogos a una de las principales pirámides del sitio arqueológico de Tikal. El templo se encuentra al sur de la Acrópolis Central y es la pirámide mortuoria de un gobernante todavía no identificado de la otra gran ciudad de Tikal. Tiene 57 metros de altura, lo que lo convierte en la segunda estructura más alta de Tikal sólo por detrás del Templo IV. El templo V ha sido datado alrededor del año 700 d. C, en el período Clásico tardío, por medio de la datación por radiocarbono y la fecha de la cerámica asociada con la estructura, se sitúa su construcción durante el reinado de Nun Bak Chak en la segunda mitad del siglo VII.
El estilo arquitectónico de la pirámide incluye características que fueron populares durante el período Clásico temprano, como amplias balaustradas que flanquean la escalera principal y las esquinas redondeadas del templo. Estas características indican la continua influencia de las tradiciones anteriores.

## Localización

Mapa del centro de la ciudad.

Está situado en la parte sur del núcleo del sitio de Tikal, sobre una cresta este-oeste que también soporta el complejo del Mundo Perdido, la Plaza de los Siete Templos y la Acrópolis Sur. Frente a la plataforma artificial que sostiene la estructura del templo hay una depresión que fue usada como uno de los embalses de la ciudad.
Para el período Clásico tardío, el acceso al templo estaba severamente limitado por el embalse inmediatamente al norte; por la Acrópolis Sur al oeste; por un complejo palaciego al este y por una depresión natural en el terreno hacia el sur. Todos los demás templos principales de Tikal estaban conectados a la red de sacbé o calzadas de la ciudad, sin embargo, el Templo V era una excepción. Esto puede indicar que ya había sido abandonado en el Clásico tardío y que estaba en mal estado, lo que posiblemente explica la pésima conservación de este templo, en comparación con los otros principales de la ciudad.

## Estructura
| Sección            | Altura de sección  |
| ------------------ | ------------------ |
| Base de plataforma | 3,7 m (12,1 pies)  |
| 1ª sección         | 3,96 m (13,0 pies) |
| 2ª sección         | 4,41 m (14,5 pies) |
| 3ª sección         | 4,4 m (14,4 pies)  |
| 4ª sección         | 4,35 m (14,3 pies) |
| 5ª sección         | 4,3 m (14,1 pies)  |
| 6ª sección         | 4,24 m (13,9 pies) |
| 7ª sección         | 3,3 m (10,8 pies)  |
| santuario          | 9 m (29,5 pies)    |
| peine del techo    | 12,5 m (41,0 pies) |

La pirámide se asienta sobre una plataforma que está cinco metros más alta que el nivel de la Plaza Central. La plataforma se construyó mediante un sistema de compartimentos con muros megalíticos inclinados reforzados con muros de contención interiores verticales, estos compartimentos se rellenaron con capas alternas de tierra compactada y piedra, que niveló el terreno natural y permitió que la plataforma soportara el enorme peso del templo.
La base de la pirámide cubre un área de aproximadamente 2.050 metros cuadrados; y mide 36 metros de norte a sur por 51 metros de este a oeste. Se eleva en siete niveles escalonados de 4 metros de altura con esquinas redondeadas encajadas, y la curva tiene un radio de 3 metros. Este templo es único en este sentido, ya que ningún otro templo importante en Tikal tiene esquinas redondeadas, si bien, se conocen esquinas similares de una pirámide triádica en El Caracol (Belice). El cuerpo principal de la pirámide parece haber soportado originalmente molduras decoradas, aunque únicamente se han encontrado ejemplos supervivientes en las esquinas del edificio.
La escalera principal mide 20 metros de ancho y se eleva desde el norte, lo que es inusual en Tikal, donde la mayoría de los templos más grandes están orientados al este o al oeste. La escalera de la pirámide se proyecta a más de 12 metros de la base de la pirámide y tiene unos 90 escalones; las balaustradas de la escalera tienen 2,6 metros de ancho y se elevan a toda la altura de la escalera. En Tikal esta es una característica que se encuentra generalmente en edificios que datan del Clásico Temprano.
El santuario o altar, en la parte superior de la pirámide contiene una única habitación de pequeño tamaño, que mide 90 centímetros de profundidad, mientras que la pared trasera detrás de esta pequeña habitación mide 4,57 metros de espesor. La habitación tiene 3,95 metros de ancho y 4,4 metros de alto. Esta habitación es la más pequeña de cualquier santuario en Tikal y es el único ejemplo de entre los templos más grandes que contiene una única habitación. Encima de ella, hay tres cámaras de falso arco selladas, cuya función es reducir el peso total de la estructura. El santuario todavía contiene los dinteles de madera originales. La cornisa está decorada en el lado norte con tres máscaras del dios de la lluvia Chaac y el enmarcado a cada lado que contiene personajes humanos.

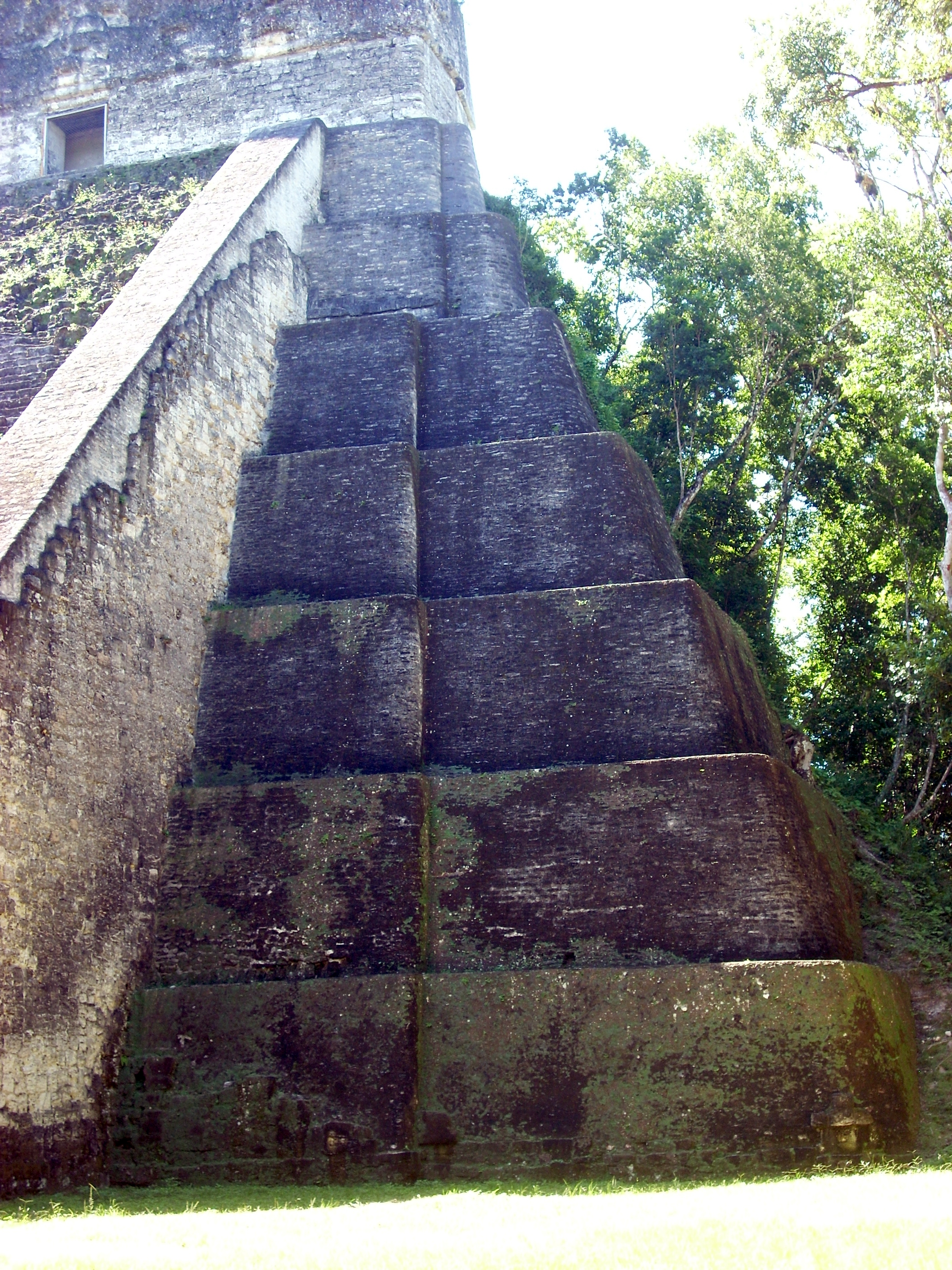
Vista de la esquina noroeste, mostrando las siete secciones escalonadas.

El templo está coronado por un gran peine de techo que mide 12.5 metros de altura, la estructura se reduce en 11 o 12 huecos abovedados. Consiste en cuatro secciones escalonadas, aunque quedan muy pocos restos de la sección superior, y las tres secciones sobrevivientes fueron decoradas con ocho máscaras. El lado norte de la sección inferior muestra una máscara muy grande de Chaac que está flanqueado por dos máscaras que ocupan las esquinas del peine del techo y que representan al dios del sol maya.
La Ofrenda 1 fue encontrada cuando un pozo de prueba se hundió en la plataforma de la base, inmediatamente al norte de la escalera principal de la pirámide. Consistía en dos cuencas de cerámica colocadas de borde a borde una encima de la otra. En el interior se encontraron un cuenco de arcilla, una pequeña vasija de cerámica y tres conchas que habían sido perforadas para usarlas como joyas. Los hallazgos fueron todos fechados en el Clásico temprano, aunque parecían estar en un contexto del período Epiclásico mesoamericano.
La Ofrenda 2 fue enterrada bajo el eje norte-sur de la pirámide y parece ser una ofrenda dedicatoria antes de que comenzara la construcción. Consiste en cinco quemadores de incienso usados, asociados con la evidencia de la quema de madera e incienso. Dos de los quemadores son cilíndricos con máscaras aplicadas del dios sol, presentan rastros de pintura roja y azul y fueron colocados a cada lado de tres quemadores de incienso efigie con forma de figuras humanas. Todos están fechados en el Epiclásico.
El Entierro 1 fue encontrado bajo dos piedras sin trabajar a 60 centímetros al norte de la Ofrenda 1. Consistía en el esqueleto de una mujer adolescente de aproximadamente 15 años de edad colocado en posición fetal, mirando hacia el oeste. Sus dientes habían sido perforados con fines decorativos. Parecía haber muerto de una infección sistémica que pudo haberse originado por un absceso de uno de sus dientes. Una vasija de barro fue colocada cerca de la rodilla derecha. El entierro fue fechado en el Clásico tardío o Epiclásico.
El Entierro 2 fue descubierto cuando los arqueólogos hicieron un túnel bajo la pirámide misma. El entierro fue colocado en una cista con dos recipientes de cerámica cubriendo la parte superior. La cista fue tallada directamente de la roca e inusualmente, cubierta con tablas de madera en lugar de las habituales losas de piedra. Estas tablas se insertaron en ranuras, lo que indica que tenían 1,35 metros de largo y 20 centímetros de grosor. La propia cista medía 0,5 por 0,7 metros por 0,35 metros de profundidad y no estaba situada bajo el eje central de la pirámide, sino más bien bajo del eje central del templo de la cima, lo que indica que los constructores tenían detallados planos de construcción en papel amate que proporcionaban medidas precisas, y les permitían calcular exactamente dónde enterrar al difunto. La tumba iba acompañada de ofrendas funerarias, que incluían un cuenco de barro en el que se encontraba un quemador de incienso de cerámica, que se colocaban encima de la tapa de madera que cerraba la cista.

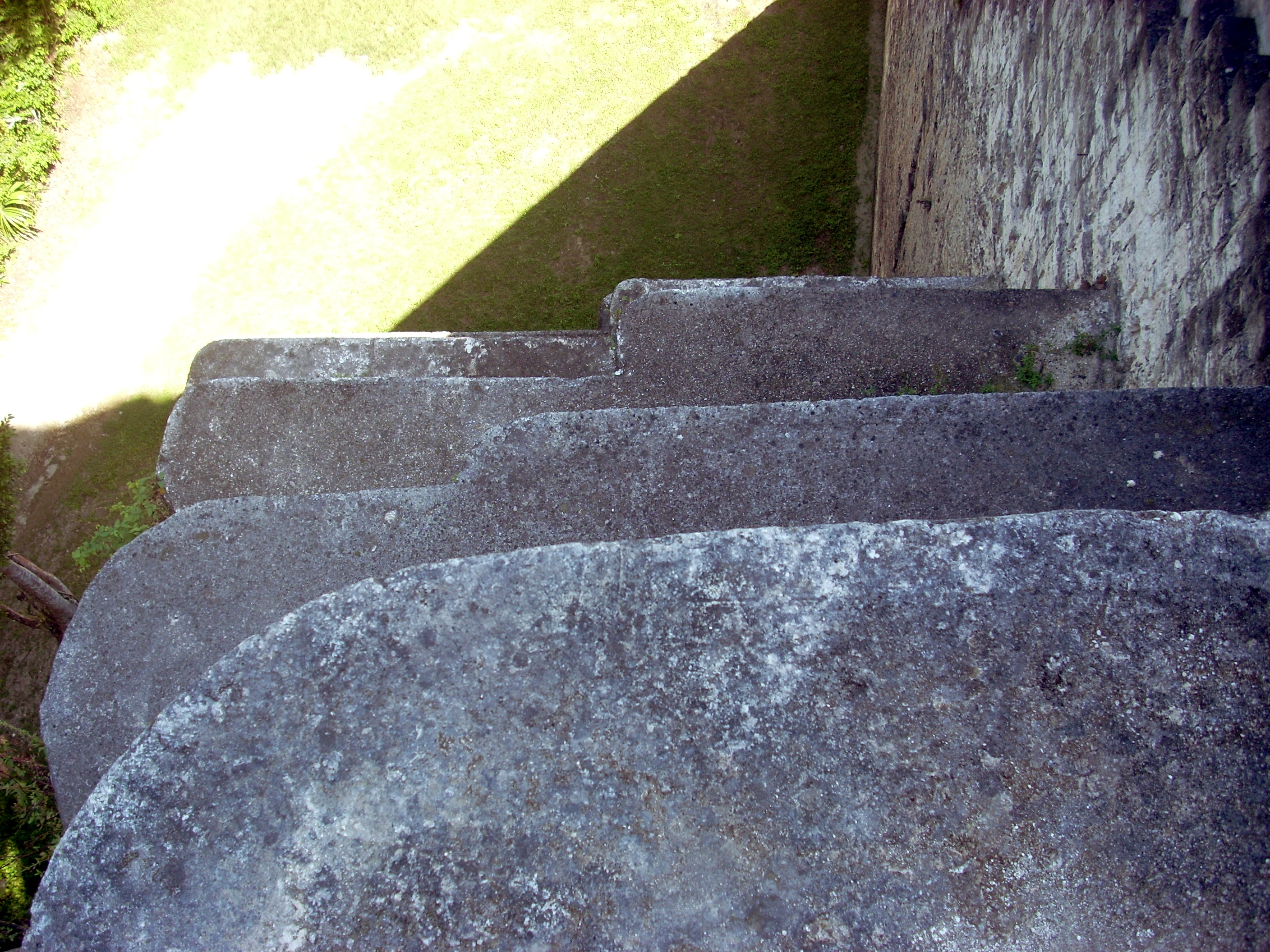
La esquina noroeste desde arriba, mostrando las esquinas redondeadas insertadas.

Los restos eran de un joven adulto de sexo masculino, de entre 18 y 22 años de edad. Su altura se calculó a partir de un fémur intacto de 1,62 metros, que es 5 centímetros más alto que el promedio de un adulto masculino del Clásico tardío. El cráneo del fallecido era alargado, habiendo sido objeto de una deformación craneal artificial y sus dientes habían sido limados y perforados. Cualquier decoración insertada en las perforaciones de la mandíbula superior se había caído pero los caninos inferiores todavía contenían incrustaciones de pirita. En general parecía haber disfrutado de buena salud durante su vida, excepto por un ataque de anemia infantil. Los huesos habían sido desarticulados antes del entierro y faltaban muchos de los huesos más pequeños, por ejemplo algunos huesos de las manos y la columna vertebral. En opinión del excavador es poco probable que los restos fueran de un sacrificio humano específicamente para dedicar el templo, ya que había pocos signos de marcas de corte en los huesos.
Se cree que el Entierro 2 fue realizado después de la nivelación artificial del terreno y antes de la construcción de la pirámide misma. La cista contenía cenizas en el fondo y pequeños fragmentos de carbón, evidencia de un ritual realizado antes de que los restos humanos fueran depositados dentro y se construyera la pirámide. En la parte superior se depositó una capa de 5,1 cm de polvo marrón que se cree que es todo lo que queda de una caja de madera utilizada para contener los restos humanos. La fecha de la tumba se estima entre los años 600 y 650, según la cerámica que la acompaña y no se cree que sea la de un gobernante debido a la ofrenda relativamente pobre que la acompaña.

## Historia
El Templo V, fue uno de los mayores proyectos de construcción emprendidos en Tikal durante el período Clásico tardío. Algunos investigadores creen que es el templo funerario de Yik'in Chan K'awiil, hijo mayor de Jasaw Chan K'awiil I, quien se presume murió poco después de tomar el poder en el año 734, sin embargo, esto no es aceptado por todos los estudiosos. Las excavaciones de la plataforma han revelado actividad que se remonta al Clásico temprano y que la construcción comenzó entre los años 550 y 650. El templo fue realizado en una fase y no fue superpuesto a un edificio anterior.
El arqueólogo investigador Oswaldo Gómez ha teorizado que el templo fue dedicado al dios de la lluvia Chaac, o fue el monumento funerario de un gobernante que veneraba mucho a Chaac, basándose en la presencia de las seis grandes máscaras del mismo insertadas en el peine del techo y la colocación del templo con su inusual orientación hacia el norte mirando directamente a la mayor fuente de agua de la ciudad.

## Historia delsigloXX

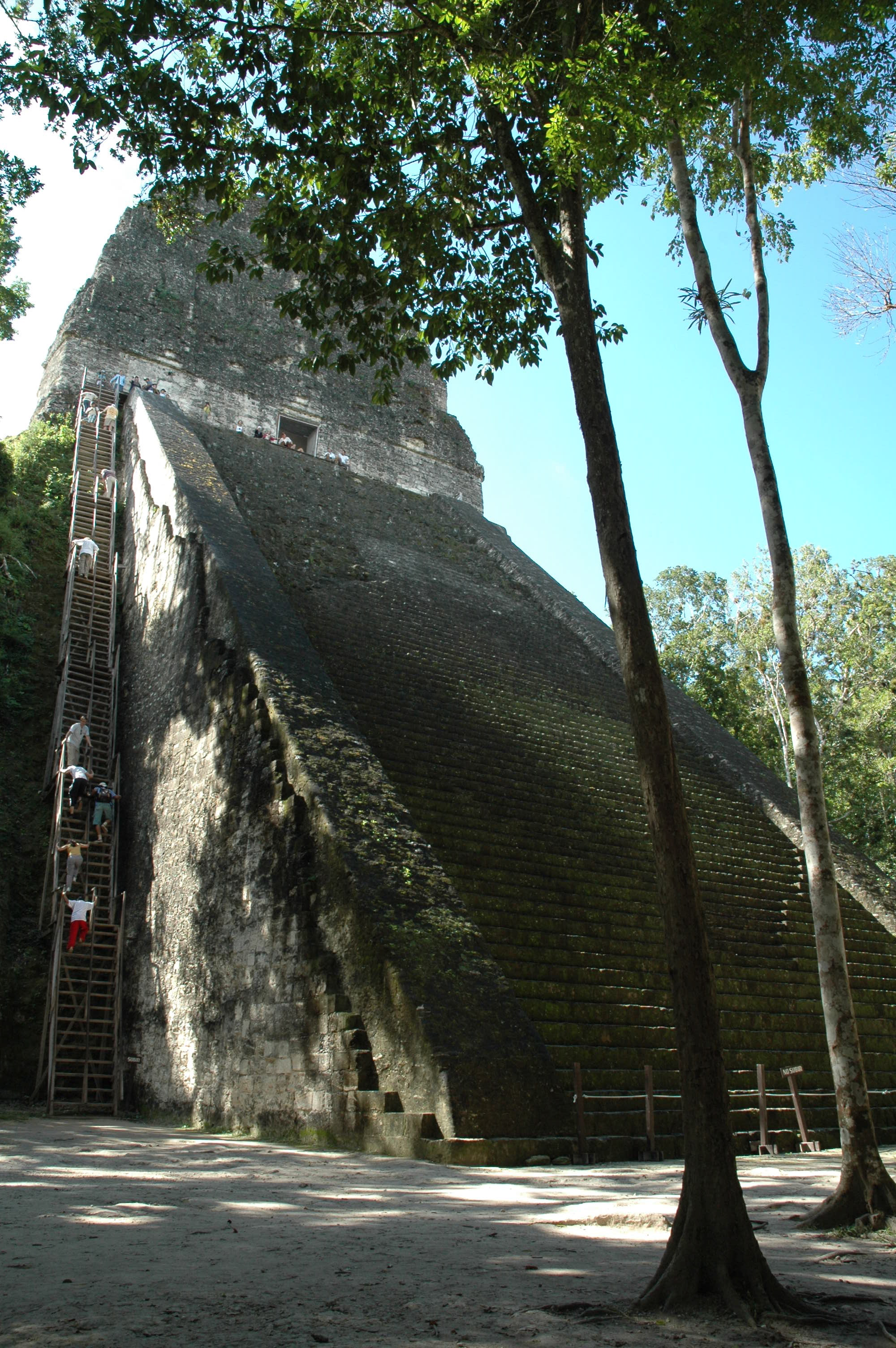
La visita a la cima del Templo V se efectúa a través de unas escaleras de madera.

Aunque el Templo V es uno de los edificios más grandes del núcleo del sitio, fue pasado por alto en gran parte en el siglo XX, quizás debido a su aparente falta de inscripciones jeroglíficas. Debido a su pobre preservación y su continuo deterioro, en 1987 el Templo V fue incluido en una lista de obras planificadas por el Proyecto Nacional Tikal.
Fue el primer templo descubierto por Modesto Méndez, el gobernador del Petén, en la primera expedición a las ruinas. De un nuevo examen, y por el relato de Méndez, parece ser que subió a la pirámide el 26 de febrero de 1848 y fue capaz de discernir los otros templos principales desde su cima.
Alfred Maudslay visitó Tikal en 1881 y fotografió la cara norte del Templo V, que denominó Templo D. También describió brevemente el interior del santuario de la cumbre.Teoberto Maler llegó a las ruinas en 1894 y fue él quien rebautizó la pirámide como el Gran Templo V. Maudslay también hizo una descripción más completa de la estructura, ambos exploradores despejaron la pirámide de vegetación durante sus investigaciones. Alfred M.Tozzer llegó al lugar en 1911 y examinó las ruinas; fue el primero en registrar el templo simplemente como Templo V. Después de la visita de Tozzer se permitió a la selva recuperar la estructura.
En 1965 Christopher Jones de la Universidad de Pensilvania realizó investigaciones en la base de la escalera en una infructuosa búsqueda de dos monumentos reportados por Teoberto Maler en el siglo XIX. Unos años más tarde, en 1968, Miguel Orrego realizó nuevas investigaciones del templo. En 1987 y nuevamente en 1991 se realizaron trabajos de rescate en el peine del techo por el Proyecto Nacional Tikal para reparar los daños causados por un agujero que permitía a los visitantes subir a la cima del edificio. En noviembre de 1995 Oswaldo Gómez inició nuevas investigaciones del templo.